# Dirk Schmidt (Schriftsteller)
Dirk Schmidt (* 6. April 1964 in Essen) ist ein deutscher Schriftsteller. Schmidt arbeitet hauptsächlich als Autor von Kriminalhörspielen, machte aber auch als Drehbuchautor und Romancier auf sich aufmerksam.

## Leben
Schmidt wurde als Sohn eines Kaufmanns und einer Hotelkauffrau geboren und studierte nach dem Abitur Geschichte, Germanistik und Theater-, Film- und Fernsehwissenschaften an der Ruhr-Universität Bochum. Bereits während des Studiums begann Schmidt für den Rundfunk zu schreiben, unter anderem für die WDR-Formate „Unterhaltung a la Carte“ und „Zugabe“. 1993 produzierte der WDR sein erstes Kriminalhörspiel „Watson und das Rätsel der Schweinepfote“, dem weitere Hörspiele folgten. 2003 erschien Schmidts Debütroman „Letzte Nacht in Queens“. Seit 2011 schreibt Schmidt im Auftrag des WDR für die ARD-Reihe Radio-Tatort.
Die Arbeiten von Dirk Schmidt lassen sich nur schwer einem bestimmten Stil oder einer Schule innerhalb des Krimi-Genres zuordnen. Neben klassischen Stoffen gibt es beispielsweise Exkurse in das Science Fiction Genre („Ins Herz der Nacht“), historische Settings („Montalbanos Irrtum“) oder den Versuch eines Protokrimis („Die phantastische Natur des Jägers“). Jedoch kreisen fast alle Stoffe Schmidts um Phänomene von Wahrnehmung und kommunikativer Aneignung. Das von ihm selbst produzierte Fußball-Hörspiel „Niemand fängt Johan Cruyff“ ist sein bislang einziger Non-Crime-Stoff.

## Werke

### Hörspiele
- Watson und das Rätsel der Schweinepfote, Regie: Joachim Sonderhoff, WDR 1993
- Der blonde Engel, Regie: Burkhard Ax, WDR 1995
- Montalbanos Irrtum (Co-Autor: Pierre Mattern), Regie: Norbert Schaeffer, NDR 1996
- Die Nacht des Zwillings, WDR 1998
- Ins Herz der Nacht, WDR 2002[2]
- Keine Chance für Bach, WDR 2002
- Letzte Nacht in Queens (Bearbeitung), WDR 2004
- Die phantastische Natur des Jägers, WDR 2005
- Niemand fängt Johan Cruyff, WDR 2008
- Ambassador, WDR 2009
- Task Force Hamm, WDR 2010
- Noch nicht mal Mord, Radio-Tatort 50, WDR 2012
- Baginsky, Radio-Tatort 55, WDR 2012
- Kontermann, Radio-Tatort 60, WDR 2013
- Currykill, Radio-Tatort 67, WDR 2013
- Malina, Radio-Tatort 73, WDR 2014
- Calibra oder die Geißel Gottes, Radio-Tatort 79, WDR 2014
- Exit, Radio-Tatort 84, WDR 2015
- Dead Link, Radio-Tatort 95, WDR 2016
- Alt ist kalt, Radio-Tatort 101, WDR 2016
- Ausgelöst, Radio-Tatort 107, WDR 2017
- Paradise City, Radio-Tatort 118, WDR 2018
- Ronsdorf, Radio-Tatort 124, WDR 2018
- Cascabel, Radio-Tatort 130, WDR 2019
- Deutschland hat keine Pferde mehr, Radio-Tatort 141, WDR 2020
- Drei von Vier, Radio-Tatort 152, WDR 2021
- Ridley, 1Live Krimi, WDR 2021[3]
- Fette Beute, Radio-Tatort 163, WDR 2022
- Gute Dinge haben viele Besitzer, Radio-Tatort 175, WDR 2023
- Nase um Nase, Radio-Tatort, WDR 2024
- Keine fünf Minuten, Radio-Tatort, WDR 2024

### Prosa
- Letzte Nacht in Queens, Rowohlt 2003
- Schützenfest in Wickede, In: Mord am Hellweg 3, Grafit Verlag, Dortmund 2005
- Task Force Hamm, Roman, Grafit, Dortmund 2015. ISBN 978-3-89425-459-9
- Die Kurve, Roman, Suhrkamp 2025. ISBN 978-3-518-47480-8

## Belege
1. ↑  Autorenprofil Dirk Schmidt (Memento des Originals vom 7. September 2015 im Internet Archive)  Info: Der Archivlink wurde automatisch eingesetzt und noch nicht geprüft. Bitte prüfe Original- und Archivlink gemäß Anleitung und entferne dann diesen Hinweis., Agentur Literatur, Berlin 2015
2. ↑  Ins Herz der Nacht - Sci-Fi-Version von Joseph Conrads Klassiker. Abgerufen am 25. Februar 2023.
3. ↑  Ridley - Fremdenführer für die Mafia. Abgerufen am 25. Februar 2023.

4.   https://www.suhrkamp.de/buch/dirk-schmidt-die-kurve-t-9783518474808
| Personendaten    | Personendaten            |
| ---------------- | ------------------------ |
| NAME             | Schmidt, Dirk            |
| KURZBESCHREIBUNG | deutscher Schriftsteller |
| GEBURTSDATUM     | 6. April 1964            |
| GEBURTSORT       | Essen                    |